# 懐化市
懐化市（かいか-し）は中華人民共和国湖南省に位置する地級市。

## 地理
湖南省の西部に位置し、張家界市、常徳市、益陽市、婁底市、邵陽市、湘西トゥチャ族ミャオ族自治州、貴州省、広西チワン族自治区に接する。長江の支流で、洞庭湖へ注ぐ沅江が流れている。

## 歴史
1997年に地級市として懐化市が成立した。

## 行政区画
1市轄区・1県級市・5県・5自治県・1管理区を管轄下に置く。
- 市轄区：
  - 鶴城区
- 県級市：
  - 洪江市
- 県：
  - 中方県・辰渓県・沅陵県・漵浦県・会同県
- 自治県：
  - 麻陽ミャオ族自治県・芷江トン族自治県・新晃トン族自治県・靖州ミャオ族トン族自治県・通道トン族自治県
- 管理区：
  - 洪江管理区

| 懐化市の地図 |
| --- |
| 鶴城区 中方県 沅陵県 辰渓県 漵浦県 会同県 麻陽ミャオ族 · 自治県 新晃トン族 · 自治県 芷江トン族 · 自治県 靖州ミャオ族 · トン族自治県 通道トン族 · 自治県 洪江市 |

### 年表
この節の出典

#### 湘西行政区会同専区
- 1949年10月1日 - 中華人民共和国湖南省湘西行政区会同専区が成立。芷江県・黔陽県・懐化県・綏寧県・通道県・靖県・会同県・晃県が発足。(8県)
- 1950年10月19日 - 会同県の一部が分立し、洪江市が発足。(1市8県)
- 1952年9月2日 - 洪江市・芷江県・黔陽県・懐化県・綏寧県・通道県・靖県・会同県・晃県が芷江専区に編入。

#### 湘西行政区沅陵専区
- 1949年10月1日 - 中華人民共和国湖南省湘西行政区沅陵専区が成立。辰渓県・沅陵県・漵浦県・麻陽県・乾城県・鳳凰県・永綏県・瀘渓県が発足。(8県)
- 1952年9月2日 
  - 辰渓県・沅陵県・漵浦県・麻陽県が芷江専区に編入。
  - 乾城県・鳳凰県・永綏県・瀘渓県が湘西ミャオ族自治区に編入。

#### 芷江専区
- 1952年9月2日 - 湘西行政区会同専区洪江市・芷江県・黔陽県・懐化県・綏寧県・通道県・靖県・会同県・晃県、湘西行政区沅陵専区辰渓県・沅陵県・漵浦県・麻陽県を編入。芷江専区が成立。(1市12県)
- 1952年11月13日 - 芷江専区が黔陽専区に改称。

#### 黔陽地区
- 1953年2月25日 - 貴州省鎮遠専区天柱県・錦屏県の各一部が靖県に編入。(1市12県)
- 1953年3月7日 - 広西省桂西チワン族自治区宜山専区三江県の一部が通道県に編入。(1市12県)
- 1953年6月5日 - 洪江市が黔陽県に編入。(12県)
- 1953年6月 - 広西省桂西チワン族自治区宜山専区三江トン族自治区の一部が通道県に編入。(12県)
- 1953年9月2日 - 黔陽県の一部が分立し、洪江市が発足。(1市12県)
- 1954年5月 - 通道県が自治県に移行し、通道トン族自治県となる。(1市11県1自治県)
- 1955年5月27日 - 貴州省鎮遠専区錦屏県の一部が靖県に編入。(1市11県1自治県)
- 1956年6月14日 - 晃県および芷江県の一部が合併し、新晃トン族自治県が発足。(1市10県2自治県)
- 1958年6月20日 - 綏寧県が邵陽専区に編入。(1市9県2自治県)
- 1959年3月22日 - 靖県が通道トン族自治県に編入。(1市8県2自治県)
- 1959年3月31日 - 洪江市が黔陽県に編入。(8県2自治県)
- 1961年7月9日 (2市9県2自治県)
  - 黔陽県の一部が分立し、安江市・洪江市が発足。
  - 通道トン族自治県の一部が分立し、靖県が発足。
- 1962年10月20日 - 安江市が黔陽県に編入。(1市9県2自治県)
- 1963年5月20日 - 洪江市が黔陽県に編入。(9県2自治県)
- 1970年 - 黔陽専区が黔陽地区に改称。(9県2自治県)
- 1979年4月4日 - 懐化県の一部が分立し、懐化市が発足。(1市9県2自治県)
- 1979年9月1日 - 黔陽県の一部が分立し、洪江市が発足。(2市9県2自治県)
- 1981年6月30日 - 黔陽地区が懐化地区に改称。

#### 懐化地区
- 1982年12月24日 - 懐化県が懐化市に編入。(2市8県2自治県)
- 1986年9月22日 - 芷江県が自治県に移行し、芷江トン族自治県となる。(2市7県3自治県)
- 1987年2月19日 - 靖県が自治県に移行し、靖州ミャオ族トン族自治県となる。(2市6県4自治県)
- 1988年10月31日 - 麻陽県が自治県に移行し、麻陽ミャオ族自治県となる。(2市5県5自治県)
- 1997年11月29日 - 懐化地区が地級市の懐化市に昇格。

#### 懐化市
- 1997年11月29日 - 懐化地区が地級市の懐化市に昇格。(1区1市5県5自治県)
  - 懐化市が分割され、鶴城区・中方県が発足。
  - 洪江市・黔陽県が合併し、洪江市が発足。
- 2009年8月5日 - 鶴城区の一部が中方県に編入。(1区1市5県5自治県)

## 交通

### 空港
- 懐化芷江空港

### 鉄道
- 主要駅

懐化駅 - 在来線の主要駅であり、下記の3路線が利用可能。
- 焦柳線（河南省焦作市-広西チワン族自治区柳州市）
- 渝懐線（中国語版）（重慶市-懐化市）
- 滬昆線（上海市-雲南省昆明市）

懐化南駅 - 2014年に開業した駅で、主に高速鉄道の列車が発着する。 当駅と省都の長沙南駅の間は1時間半〜2時間である。下記の3路線が利用可能。
- 滬昆旅客専用線 (上海市-昆明市)
- 懐衡線（中国語版） (懐化-衡陽市)
- 張吉懐旅客専用線（中国語版） (張家界市-懐化市)